# Дусаево
Дусаево (тат. Дусай) — деревня в Мамадышском районе Республики Татарстан. Входит в состав Олуязского сельского поселения.

## География
Деревня находится на реке Шия, в 33 км к северо-западу от города Мамадыша.
Абсолютная высота — 80 метров над уровнем моря.

## История
Известна со второй половины XVII века.
В XVIII — первой половине XIX века жители относились к сословию государственных крестьян. Их основные занятия в этот период – земледелие и скотоводство.
В «Списке населенных мест по сведениям 1859 года», изданном в 1866 году, населённый пункт упомянут как казённая деревня Сосновский Мыс (Дусаева) 2-го стана Мамадышского уезда Казанской губернии. Располагалась при речке Чуткуле, на Кукморском торговом тракте, в 32 верстах от уездного города Мамадыша и в 10 верстах от становой квартиры в казённой деревне Ахманова (Ишкеево). В деревне, в 72 дворах жили 405 человек (201 мужчина и 204 женщины), была мечеть.
В начале XX века в деревне действовали мечеть, водяная мельница, 3 мелочные лавки. В этот период земельный надел сельской общины составлял 964,4 десятин.
До 1920 года деревня входила в Кабык-Куперскую волость Мамадышского уезда Казанской губернии. С 1920 года в составе Мамадышского кантона ТАССР. C 10 августа 1930 года в Таканышском, с 1 января 1932 года в Мамадышском, с 10 февраля 1935 года в Таканышском, с 1 февраля 1963 года в Мамадышском районах.
В 1929 году в деревне был образован колхоз. В 1994 году колхоз был переименован в Ассоциацию сельскохозяйственных кооперативов «Чулпан», в 2001 — в сельскохозяйственный производственный кооператив «Чулпан», в 2002 — в общество с ограниченной ответственностью Агрофирма «Чулпан».

## Население
| 1782 | 1859 | 1897 | 1908 | 1920 | 1926 | 1970 | 1979 | 1989 | 2002 | 2010 | 2017 |
| ---- | ---- | ---- | ---- | ---- | ---- | ---- | ---- | ---- | ---- | ---- | ---- |
| 74   | 405  | 731  | 744  | 772  | 522  | 415  | 347  | 272  | 254  | 241  | 215  |

Согласно результатам переписи 2002 года, в национальной структуре населения татары составляли 100 % из 254 чел.

## Экономика
Жители занимаются полеводством, мясо-молочным скотоводством.

## Инфраструктура
Действуют детский сад (с 1966 г.), клуб, фельдшерско-акушерский пункт.

## Религия
Мечеть (с 1998 г.).